# Obila catocalaria
Obila catocalaria là một loài bướm đêm trong họ Geometridae.